# سد کالیریا
سد کالیریا (به لاتین: Caliraya Dam) یک سد در فیلیپین است که در لاگونا واقع شده‌است.